# Hoa hậu Hoàn vũ 1996
Hoa hậu Hoàn vũ 1996 là cuộc thi Hoa hậu Hoàn vũ lần thứ 45 được tổ chức tại thành phố Las Vegas, Hoa Kỳ vào ngày 17 tháng 5 năm 1996. Người chiến thắng của cuộc thi là thí sinh Alicia Machado, đến từ Venezuela. Đây là ấn bản cuộc thi Hoa hậu Hoàn vũ cuối cùng dưới sự điều hành của Tập đoàn Gulf và Western.

## Kết quả

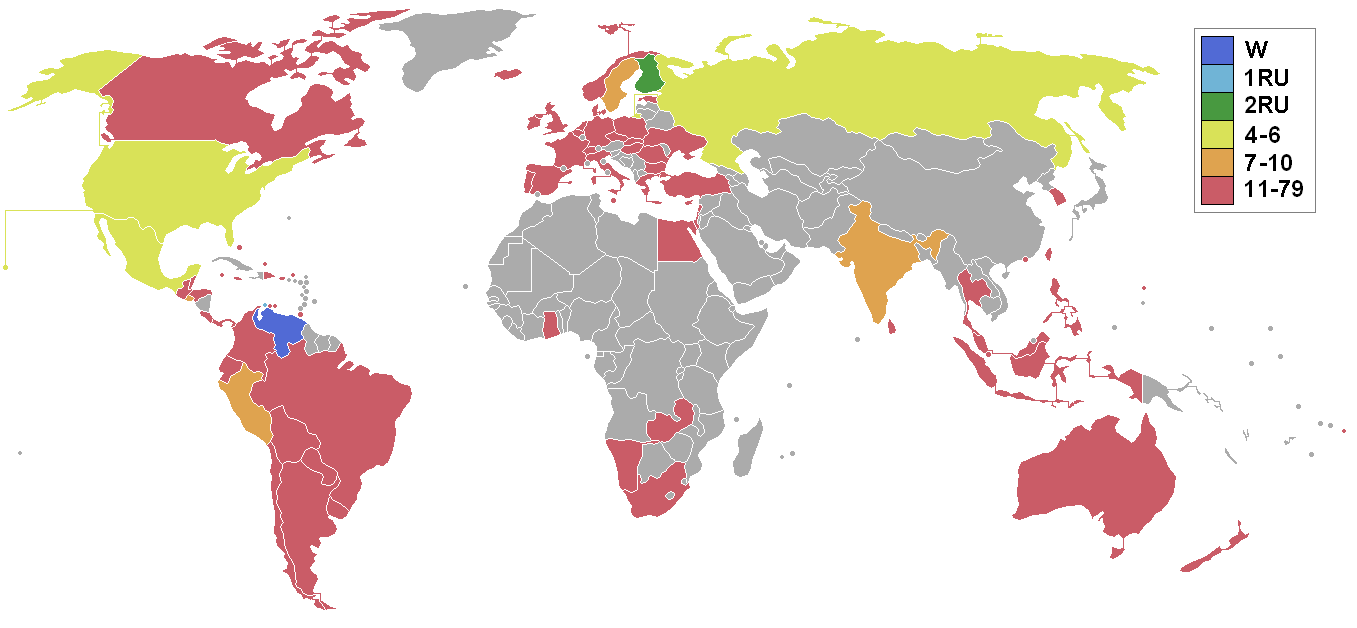
Các quốc gia và lãnh thổ tham gia Hoa hậu Hoàn vũ 1996 và kết quả.

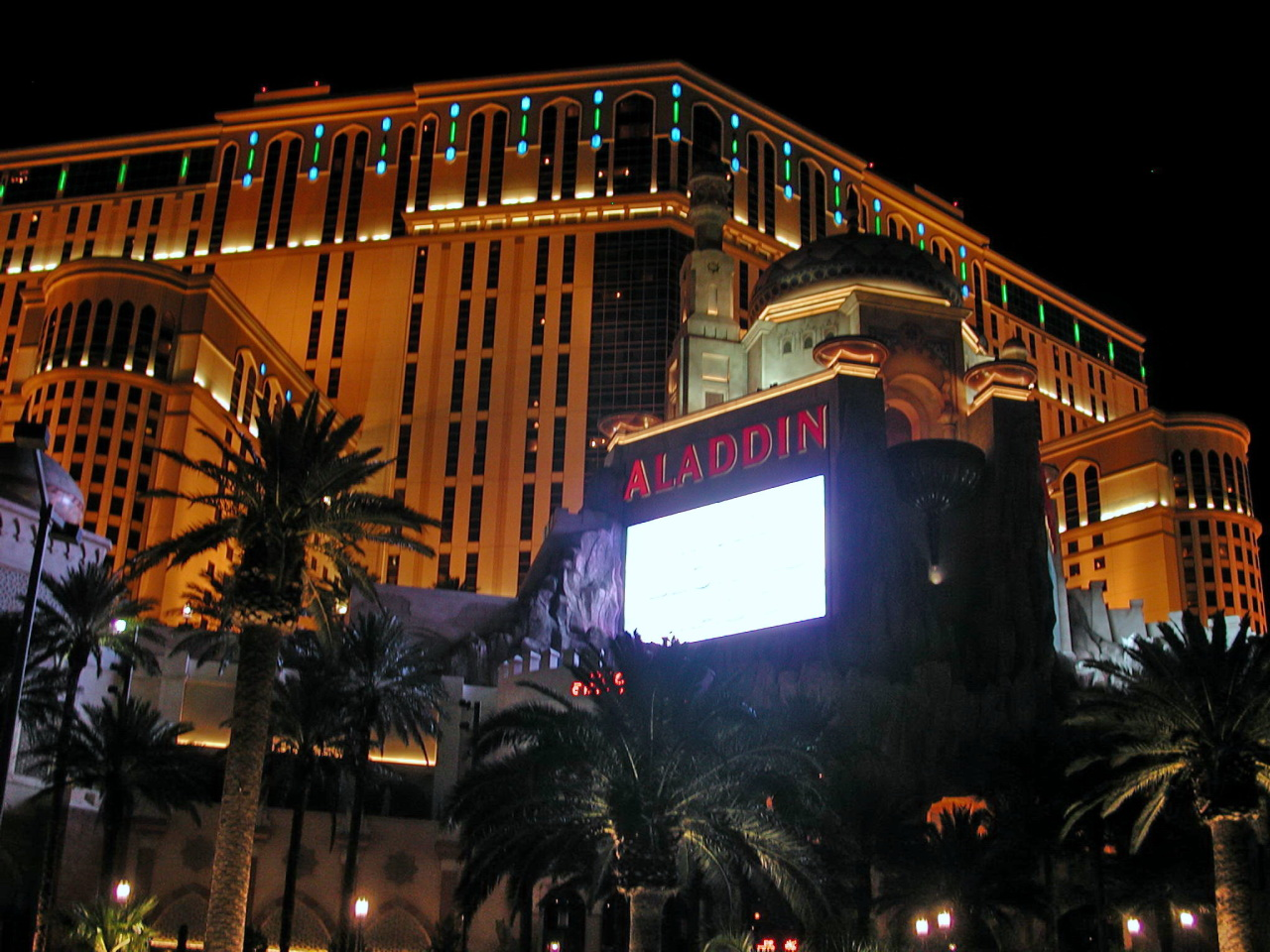
The New Aladdin trước khi đổi tên thành Planet Hollywood

### Thứ hạng
| Kết quả              | Thí sinh                                                                                                  |
| -------------------- | --- |
| Hoa hậu Hoàn vũ 1996 | - Venezuela – Alicia Machado                                                                              |
| Á hậu 1              | - Aruba – Taryn Mansell                                                                                   |
| Á hậu 2              | - Phần Lan – Lola Odusoga                                                                                 |
| Top 6                | - Mexico – Vanessa Guzmán - Nga – Ilmira Shamsutdinova - Hoa Kỳ – Ali Landry                              |
| Top 10               | - El Salvador - Milena Mayorga - Ấn Độ – Sandhya Chib - Perú – Natali Sacco - Thụy Điển – Annika Duckmark |

### Thứ tự gọi tên
| 1. Ấn Độ 2. Phần Lan 3. Peru 4. Thụy Điển 5. Mexico 6. Hoa Kỳ 7. Nga 8. El Salvador 9. Aruba 10. Venezuela · | 1. Aruba 2. Nga 3. Hoa Kỳ 4. Phần Lan 5. Venezuela 6. Mexico · | 1. Phần Lan 2. Venezuela 3. Aruba |

## Giải thưởng đặc biệt
| Giải thưởng                 | Thí sinh                       |
| --------------------------- | ------------------------------ |
| Trang phục dân tộc đẹp nhất | - Nga – Ilmira Shamsutdinova   |
| Hoa hậu Thân thiện          | - Úc – Jodie McMullen          |
| Hoa hậu Ảnh                 | - Philippines – Aileen Damiles |
| Mặc áo tắm Jantzen đẹp nhất | - Venezuela – Alicia Machado   |
| Phong cách Unilever         | - Venezuela – Alicia Machado   |

## Hội đồng giám khảo
- Cecilia Bolocco  – Hoa hậu Hoàn vũ 1987 đến từ Chile
- Fred Williamson
- Maud Adams - Nữ diễn viên Thụy Điển
- Jim Nantz - Người dẫn chương trình thể thao người Mỹ
- Teri Ann Linn - Nữ diễn viên
- Emilio Estefan - Nhạc sĩ và nhà sản xuất người Mỹ gốc Cuba
- Starletta Dupois - nữ diễn viên người Mỹ gốc Phi
- Elizabeth Sung - Nữ diễn viên người Mỹ gốc Á
- Tim Chappel - Giải Oscar cho Thiết kế trang phục đẹp nhất năm 1990 và nhà thiết kế trang phục cho The Adventures of Priscilla, Queen of the Desert

### Chung kết
| \| Quốc gia/Vùng lãnh thổ \| Trung bình sơ bộ \| Phỏng vấn \| Áo tắm \| Dạ hội \| Trung bình bán kết \| \| ---------------------- \| ---------------- \| ---------- \| ---------- \| ---------- \| ------------------ \| \| Venezuela \| 9.323 (2) \| 9.800 (1) \| 9.820 (1) \| 9.870 (1) \| 9.830 (1) \| \| Aruba \| 8.943 (9) \| 9.620 (5) \| 9.730 (2) \| 9.650 (5) \| 9.666 (3) \| \| Phần Lan \| 8.940 (10) \| 9.550 (8) \| 9.650 (4) \| 9.710 (3) \| 9.636 (5) \| \| Nga \| 9.210 (3) \| 9.640 (3) \| 9.710 (3) \| 9.570 (10) \| 9.640 (4) \| \| Mexico \| 9.026 (6) \| 9.560 (7) \| 9.600 (7) \| 9.710 (3) \| 9.623 (6) \| \| Hoa Kỳ \| 9.360 (1) \| 9.790 (2) \| 9.600 (7) \| 9.750 (2) \| 9.713 (2) \| \| El Salvador \| 8.966 (7) \| 9.630 (4) \| 9.560 (10) \| 9.650 (5) \| 9.613 (7) \| \| Ấn Độ \| 9.100 (5) \| 9.580 (6) \| 9.610 (5) \| 9.600 (9) \| 9.596 (8) \| \| Perú \| 8.946 (8) \| 9.540 (9) \| 9.610 (5) \| 9.630 (7) \| 9.593 (9) \| \| Thụy Điển \| 9.113 (4) \| 9.490 (10) \| 9.570 (9) \| 9.620 (8) \| 9.560 (10) \| | Hoa hậu Á hậu 1 Á hậu 2 Top 6 Top 10 (#) Xếp hạng ở mỗi phần thi |            |            |            |                    |
| Quốc gia/Vùng lãnh thổ | Trung bình sơ bộ                                                 | Phỏng vấn  | Áo tắm     | Dạ hội     | Trung bình bán kết |
| Venezuela | 9.323 (2)                                                        | 9.800 (1)  | 9.820 (1)  | 9.870 (1)  | 9.830 (1)          |
| Aruba | 8.943 (9)                                                        | 9.620 (5)  | 9.730 (2)  | 9.650 (5)  | 9.666 (3)          |
| Phần Lan | 8.940 (10)                                                       | 9.550 (8)  | 9.650 (4)  | 9.710 (3)  | 9.636 (5)          |
| Nga | 9.210 (3)                                                        | 9.640 (3)  | 9.710 (3)  | 9.570 (10) | 9.640 (4)          |
| Mexico | 9.026 (6)                                                        | 9.560 (7)  | 9.600 (7)  | 9.710 (3)  | 9.623 (6)          |
| Hoa Kỳ | 9.360 (1)                                                        | 9.790 (2)  | 9.600 (7)  | 9.750 (2)  | 9.713 (2)          |
| El Salvador | 8.966 (7)                                                        | 9.630 (4)  | 9.560 (10) | 9.650 (5)  | 9.613 (7)          |
| Ấn Độ | 9.100 (5)                                                        | 9.580 (6)  | 9.610 (5)  | 9.600 (9)  | 9.596 (8)          |
| Perú | 8.946 (8)                                                        | 9.540 (9)  | 9.610 (5)  | 9.630 (7)  | 9.593 (9)          |
| Thụy Điển | 9.113 (4)                                                        | 9.490 (10) | 9.570 (9)  | 9.620 (8)  | 9.560 (10)         |

## Thí sinh tham gia
| - Argentina - Verónica Ledezma - Aruba - Taryn Mansell - Úc - Jodie McMullen - Bahamas - Michelle Rae Collie - Bỉ - Véronique De Kock - Belize - Ava Lovell - Bolivia - Natalia Cronenbold Aguilera - Bonaire - Jessy Viceisza - Brazil - Maria Joana Parizotto - Quần đảo Virgin (Anh) - Linette Smith - Bulgaria - Maria Sinigerova - Canada - Renette Cruz - Quần đảo Cayman - Tasha Ebanks - Chile - Andrea L'Huillier Troncoso - Colombia - Lina María Gaviria Forero - Quần đảo Cook - Victoria Keil - Costa Rica - Dafne Zeledón Monge - Curaçao - Vanessa Dorinda Mambi - Síp - Froso Spyrou - Cộng hòa Séc - Renata Hornofová - Đan Mạch - Anette Oldenborg - Cộng hòa Dominica - Sandra Natasha Abreu Matusevicius - Ecuador - Mónica Paulina Chalá Mejía - Ai Cập - Hadeel Abol-Naga - El Salvador - Milena Mayorga - Estonia - Helen Mahmastol - Phần Lan - Lola Odusoga - Pháp - Laure Belleville - Đức - Miriam Ruppert - Ghana - Pearl Amoah - Anh Quốc - Anita St. Rose - Hy Lạp - Nina Georgala - Guatemala - Karla Hannelore Beteta Forkel - Honduras - Yazmín Rossana Fiallos Bosak - Hồng Kông - Lý Gia Tuệ - Hungary - Andrea Deak - Iceland - Hrafnhildur Hafsteinsdóttir - Ấn Độ - Sandhya Chib - Indonesia - Alya Rohali - Ireland - Joanne Black | - Israel - Liraz Mesilaty - Ý - Anna Valle - Jamaica - Trudi-Ann Ferguson - Hàn Quốc - Kim Yoon-jung - Liban - Julia Syriani - Malaysia - Adeline Ong Siew Fong - Malta - Roseanne Farrugia - Mexico - Vanessa Guzmán - Namibia - Faghma Absolom - Hà Lan - Marja de Graaf - New Zealand - Sarah Brady - Quần đảo Bắc Mariana - Belvilyn Ada Tenorio - Na Uy - Inger Lise Ebeltoft - Panama - Reyna Royo - Paraguay - Marta Elizabeth Lovera Parquet - Perú - Natali Patricia Sacco Ángeles - Philippines - Aileen Leng Marfori Damiles - Ba Lan - Monika Chróścicka-Wnętrzak - Bồ Đào Nha - Rita Carvalho - Puerto Rico - Sarybel Velilla Cabeza - Romania - Roberta Anastase - Nga - Ilmira Shamsutdinova - Singapore - Angeline Putt - Slovakia - Iveta Jankulárová - Nam Phi - Carol Anne Becker - Tây Ban Nha - María José Suárez Benítez - Sri Lanka - Shivanthini Dharmasiri - Thụy Điển - Annika Duckmark - Thụy Sĩ - Stéphanie Berger - Đài Loan - Trần Hiểu Phân - Thái Lan - Nirachala Kumya - Trinidad và Tobago - Michelle Kahn - Thổ Nhĩ Kỳ - Serpil Sevilay Ozturk - Quần đảo Turks và Caicos - Shaneika Lightbourne - Ukraine - Irina Borisova - Uruguay - Adriana Sandra Maidana - Hoa Kỳ - Ali Landry - Venezuela - Alicia Machado Fajardo - Zimbabwe - Langa Sibanda |

## Chú ý

### Trở lại
- Lần cuối tham gia vào năm 1993:
  -  Ghana
  -  Liban
- Lần cuối tham gia vào năm 1994:
  -  Argentina
  -  Bỉ
  -  Honduras
  -  Zimbabwe

### Bỏ cuộc
- Guam – Aileen Maravilla Villanueva
- Nhật Bản – Miyuki Fujii
- Kenya
- Mauritius
- Nicaragua
- Nigeria
- Seychelles
- Quần đảo Virgin (Mỹ)
- Zambia – Alice Banda

### Thay thế
- Nga – Elmira Tuyusheva đoạt giải Hoa hậu Nga 1995 và được cho là sẽ thi Hoa hậu Hoàn vũ. Tuy nhiên, cô đã quyết định phá bỏ hợp đồng với tổ chức Hoa hậu Nga chỉ 1 tháng trước khi Hoa hậu Hoàn vũ tổ chức để theo đuổi sự nghiệp người mẫu và diễn viên. Không ai trong số Á hậu cuộc thi Hoa hậu Nga 1995 đủ điều kiện để thay thế nhiệm vụ của cô vì một số lý do, ban tổ chức quyết định chọn Ilmira Shamsutdinova là đại diện chính thức của Nga tại Hoa hậu Hoàn vũ 1996. Shamsutdinova là Hoa hậu Liên Xô năm 1991 nhưng Liên Xô chia cắt thành 15 quốc gia vào năm đó.

### Không tham gia
- Gibraltar – Monique Chiara